# Rachid Mesli
Pour les articles homonymes, voir Mesli.
Rachid Mesli est un avocat et militant des droits de l'Homme franco-algérien, résidant actuellement à Genève en Suisse. Il est actuellement directeur du département juridique d'El Karama, une ONG de défense des droits de l'Homme basée à Genève.

## Biographie
En 1991, il a fait partie du pool d'avocats chargés de la défense des deux dirigeants du Front islamique du salut, Abbassi Madani et Ali Belhadj. Le 31 juillet 1996, il est enlevé sous la menace d'armes par quatre hommes qui se sont finalement avérés des membres des forces de sécurité. Il a été par la suite détenu au secret pendant plus d'une semaine. Pendant sa détention il a été à plusieurs reprises battu et menacé de mort[réf. nécessaire], avant d'être finalement poursuivi pour appartenance à un groupe terroriste. En juillet 1997, il a été acquitté de cette charge, mais reconnu coupable d'avoir « encouragé le terrorisme », une accusation qui n'avait pas été portée contre lui dans le procès et contre lequel il n'avait aucune chance de se défendre lui-même. Amnesty International a déclaré que le procès avait "clairement violé les normes internationales pour un procès équitable"[réf. nécessaire]. En décembre 1998, sa condamnation a été annulée par la Cour Suprême, mais il a quand même été maintenu en prison en attendant un nouveau procès, contrairement à la loi algérienne[réf. nécessaire]. En juin 1999, il a été reconnu coupable d'appartenance à un groupe terroriste et condamné à trois années d'emprisonnement. Il a été libéré en juillet 1999, une semaine et demi avant la fin de sa condamnation, dans le cadre d'une mesure de grâce présidentielle. En 2000, craignant pour sa et la sécurité de sa famille, il a quitté le pays pour se réfugier à Genève où il obtient le statut de réfugié politique.
Après son installation à Genève, il a repris son combat pour les droits de l'Homme. En 2001, il cofonde Justitia Universalis, une organisation non gouvernementale vouée à la lutte contre l'impunité[réf. nécessaire]. Dans la même année, il soumet le cas de Abbassi Madani et Ali Belhadj, les deux dirigeants du Front islamique du salut interdit, au Groupe de travail sur la détention arbitraire, à Genève, qui a statué que les deux ont été détenus arbitrairement, leur procès 1992 n'étant pas conforme aux règles de droit international. Ce verdict a grandement contrarié le gouvernement algérien, qui a par la suite[réf. nécessaire] accusé Rachid Mesli d'appartenance à un « groupe terroriste armé » agissant depuis l'étranger, et a émis un mandat d'arrêt international contre lui. Selon Amnesty International, plusieurs Algériens (Tahar Facouli, Brahim Ladada, et Abdelkrim Khider) ont été arrêtés et torturés principalement pour avoir été en contact avec lui[réf. nécessaire]. 
En 2005, il fonde la Fondation Alkarama, ONG ayant pour but de défendre des citoyens arabes victimes d'arrestations arbitraires, de disparitions et de tortures.
En 2007, il a co-fondé Rachad, une organisation visant à renverser le gouvernement algérien par des moyens non-violents.
En août 2015, il est arrêté par la police italienne sur la base d'un mandat d'arrêt international émis par l'Algérie. Il est autorisé à retourner en Suisse après quelques semaines. À cette occasion, il est décrit par la presse comme un « activiste islamiste »,. Pour sa part, l'avocat précise qu'il n'a « jamais appartenu au FIS »
Il a été longtemps le porte-parole de la Commission arabe des droits humains (CADH) qui co-édite une brochure antisémite : le Manifeste judéo-nazi d’Ariel Sharon,.